# Рокки, Рашид
Рашид Рокки (араб. رشيد روكي‎; род. 8 ноября 1974, Мохаммедия) — марокканский футболист, выступавший на позиции нападающего за сборную Марокко; тренер.

## Клубная карьера
Рашид Рокки начинал свою карьеру футболиста в марокканском клубе «Шабаб Мохаммедия» из своего родного города. Сезон 1998/99 он провёл за испанскую «Севилью», а сезон 1999/2000 — за другую команду испанской Сегунды «Альбасете».
В 2000 году Рокки перешёл в катарский «Аль-Хор». В сезоне 2002/03 он с 15 забитыми голами стал лучшим бомбардиром катарской лиги. В 2006 году марокканец стал футболистом катарского «Умм-Салаля», а в 2008 году вернулся в «Шабаб Мохаммедию». В 2009 году он перешёл в марокканский ФЮС, где и завершил свою игровую карьеру.

## Карьера в сборной
Рашид Рокки был включён в состав сборной Марокко на чемпионат мира по футболу 1998 года во Франции, но на поле в рамках турнира так и не вышел.
На Кубке африканских наций 2002 года в Мали он провёл два матча: группового этапа с Ганой и ЮАР.

## Достижения
ФЮС
- Обладатель Кубка Марокко (1): 2009/10